# Liste der Bodendenkmäler in Friesenried
Auf dieser Seite sind die Bodendenkmäler in der schwäbischen Gemeinde Friesenried zusammengestellt. Diese Tabelle ist eine Teilliste der Liste der Bodendenkmäler in Bayern. Grundlage ist die Bayerische Denkmalliste, die auf Basis des Bayerischen Denkmalschutzgesetzes vom 1. Oktober 1973 erstmals erstellt wurde und seither durch das Bayerische Landesamt für Denkmalpflege geführt wird. Die folgenden Angaben ersetzen nicht die rechtsverbindliche Auskunft der Denkmalschutzbehörde.

## Bodendenkmäler in Friesenried
| Lage       | Objekt                                                                                       | Akten-Nr.     | Bild |
| ---------- | -------------------------------------------------------------------------------------------- | ------------- | ---- |
| (Standort) | Grabhügel vorgeschichtlicher Zeitstellung.                                                   | D-7-8128-0014 |      |
| (Standort) | Burgus der römischen Kaiserzeit.                                                             | D-7-8128-0054 |      |
| (Standort) | Straße der römischen Kaiserzeit.                                                             | D-7-8128-0055 |      |
| (Standort) | Siedlung der Bronzezeit und Burgstall des Mittelalters.                                      | D-7-8129-0003 |      |
| (Standort) | Straße der römischen Kaiserzeit.                                                             | D-7-8129-0089 |      |
| (Standort) | Mittelalterliche und frühneuzeitliche Befunde im Bereich der alten kath. Pfarrkirche         | D-7-8129-0122 |      |
| (Standort) | Mittelalterliche und frühneuzeitliche Befunde im Bereich der Kath. Pfarrkirche St. Wolfgang. | D-7-8129-0124 |      |